# Stanton Lewis
Stanton Lewis (Johannesburg, 3 augustus 1987) is een Zuid-Afrikaanse voormalig voetballer die als aanvaller  speelde.
In 2009 werd hij door zijn club Ajax verhuurd aan satellietclub Ajax Cape Town, waar hij oorspronkelijk eerst voetbalde. Voordat hij naar Ajax Cape Town ging, liep Lewis stage bij het Deense FC Nordsjælland. Hier raakte hij geblesseerd, zijn stage liep dus op niks uit. In het seizoen 2010/11 kwam Lewis in aanraking met Foppe de Haan, waarop werd besloten dat Lewis verhuurd zou worden aan Kaizer Chiefs. Aan het einde van het seizoen trok hij naar AmaZulu FC. In het seizoen 2012/13 speelde hij bij Golden Arrows en hij besloot zijn loopbaan medio 2013 bij Chippa United.

## Biografie
Lewis is de zoon van voormalig Kaizer Chiefs speler Ramon Lewis.

## Carrière
| Seizoen | Club                   | Land        | Competitie            | Wedstrijden | Doelpunten |
| ------- | ---------------------- | ----------- | --------------------- | ----------- | ---------- |
| 2004/05 | Ajax Cape Town         | Zuid-Afrika | Premier Soccer League | 1           | 0          |
| 2005/06 | Ajax Cape Town         | Zuid-Afrika | Premier Soccer League | 7           | 1          |
| 2006/07 | AFC Ajax               | Nederland   | Eredivisie            | 0           | 0          |
| 2007/08 | AFC Ajax               | Nederland   | Eredivisie            | 0           | 0          |
| 2008/09 | AFC Ajax               | Nederland   | Eredivisie            | 0           | 0          |
| 2008/09 | →Ajax Cape Town (huur) | Zuid-Afrika | Premier Soccer League | 0           | 0          |
| 2009/10 | →Ajax Cape Town (huur) | Zuid-Afrika | Premier Soccer League | 8           | 4          |
| 2010/11 | Ajax Cape Town         | Zuid-Afrika | Premier Soccer League | 5           | 0          |
| 2010/11 | →Kaizer Chiefs (huur)  | Zuid-Afrika | Premier Soccer League | 8           | 1          |
| 2011/12 | AmaZulu FC             | Zuid-Afrika | Premier Soccer League | 13          | 4          |
| 2011/12 | AmaZulu FC             | Zuid-Afrika | Premier Soccer League | 13          | 4          |
| 2012/13 | Golden Arrows          | Zuid-Afrika | Premier Soccer League | 6           | 0          |
| 2012/13 | Chippa United FC       | Zuid-Afrika | Premier Soccer League | 3           | 0          |
| Totaal  |                        |             |                       | 51          | 10         |